# كريستينا بينيا
كريستينا بينيا (بالإسبانية: Cristina Peña) هي مقدمة تلفزيونية وممثلة إسبانية، ولدت في 27 يوليو 1976 في غرناطة في إسبانيا.

## وصلات خارجية
- كريستينا بينيا على موقع IMDb (الإنجليزية)
- كريستينا بينيا على موقع قاعدة بيانات الفيلم (الإنجليزية)